# Флаг сельского поселения Радовицкое
Флаг муниципального образования сельское поселение Радовицкое Шатурского муниципального района Московской области Российской Федерации — опознавательно-правовой знак, служащий официальным символом муниципального образования.
Флаг утверждён 27 апреля 2011 года и 2 ноября 2011 года внесён в Государственный геральдический регистр Российской Федерации с присвоением регистрационного номера 7174.

## Описание
«Прямоугольное двухстороннее полотнище с отношением ширины к длине 2:3 разделённое на четыре части: красную вертикальную у древка (шириной 1/5 длины полотнища), голубую горизонтальную вдоль нижнего края полотнища (шириной 1/10 длины полотнища) и разделённые восходящей диагональю зелёную и жёлтую; в жёлтой части полотнища воспроизведена фигура из герба поселения — зелёный лист папоротника».

## Символика
Флаг сельского поселения Радовицкое языком символов и аллегорий раскрывает его историю и особенности.
Жёлтая клиновидная часть полотнища, как бы отсечённая от зелени, аллегорически показывает, что Радовицкое сельское поселение фактически отрезано от территории Шатурского района (символически обозначенная зелёным цветом), являясь своеобразным анклавом.
Главной особенностью сельского поселения Радовицкое являются многочисленные поля торфоразработок, на которых добывался торф для Шатурской ГРЭС как в предвоенные, так и в послевоенные годы. В период Великой Отечественной войны Шатурская ГРЭС на 50 % обеспечивала потребности Москвы в электроэнергии. В настоящее время добыча торфа значительно снижена, и его применение в народном хозяйстве изменилось. Сейчас торф перерабатывается в первоклассное удобрение для сельского хозяйства, а также применяется в современных противогазах, как наилучшее средство для очистки вдыхаемого воздуха от отравляющих веществ.
Папоротник на флаге поселения (основа торфа) — аллегория источника энергии и высоких урожаев в сельском хозяйстве.
Символика папоротника на флаге сельского поселения Радовицкое многозначна:
— символ торфяных залежей (папоротник — торфообразующее растение);
— символ древности;
— аллегория мокрого леса (название поселения, вероятно, происходит от слова «рада» — болото, покрытое угнетённым хвойным лесом).
Цвета флага сельского поселения Радовицкое (без красной вертикальной полосы) совпадают с цветами флага Шатурского муниципального района, символизируя тем тесные и дружеские связи двух муниципальных образований.
Красная полоса — символически отражает нахождение Радовицкого поселения в Московской области, аллегорически заменяя вольную часть герба сельского поселения. Красный цвет — символ труда, мужества, жизнеутверждающей силы, красоты и праздника.
Голубой цвет (лазурь) — символ возвышенных устремлений, искренности, преданности, возрождения.
Зелёный цвет символизирует весну, здоровье, природу, молодость и надежду.
Жёлтый цвет (золото) — символ высшей ценности, величия, великодушия, богатства, урожая.